# 王銳基
王銳基（1957年2月17日—），廣東東莞人，中國国家击剑队，1978年曼谷亚运会个人金牌。身高177厘米，73公斤。。

## 簡歷
- 1974-76年入選广东省体工队击剑集训队；[2]
- 1976-1983年入選国家击剑集训队，[2]

- 期間1978年曼谷亚运会獲个人金牌、团体银牌；

- 1983-84年任广东省击剑队佩剑教练兼运动员[2]

- 期間1984年洛杉磯奧運获个人前16强、团体第五；

- 1984-88年任国家击剑队佩剑主教练兼运动员；[2]
- 1988-91年任国家击剑队佩剑主教练；[2]
- 1991-93年在西德科隆体育学院进修；[2]
- 1993年开始担任香港击剑队教练，[2]1995－2011年香港劍擊隊總教練。[1]

## 家庭
妻子周平是上海人，技巧体操國家隊員，1979年全運會女雙金牌，搭擋是俞慧。（註：另有名字相近的遼寧人周萍，1984年奧運競技體操女團銅牌，兩者並非同一人）。兒子是前香港劍擊隊成員、韓國男團GOT7的成員王嘉爾。